# Lanius tigrinus
L'averla tigrata (Lanius tigrinus Drapiez, 1828) è un uccello passeriforme della famiglia Laniidae.

## Etimologia
Il nome scientifico della specie, tigrinus, deriva dal latino e rappresenta un riferimento al piumaggio tigrato della specie, al quale fa riferimento anche il nome comune.

## Descrizione

### Dimensioni
Misura 17-18,5 cm di lunghezza, per un peso di 27-37 g: a parità d'età, le femmine sono più pesanti dei maschi anche del 30%.

### Aspetto

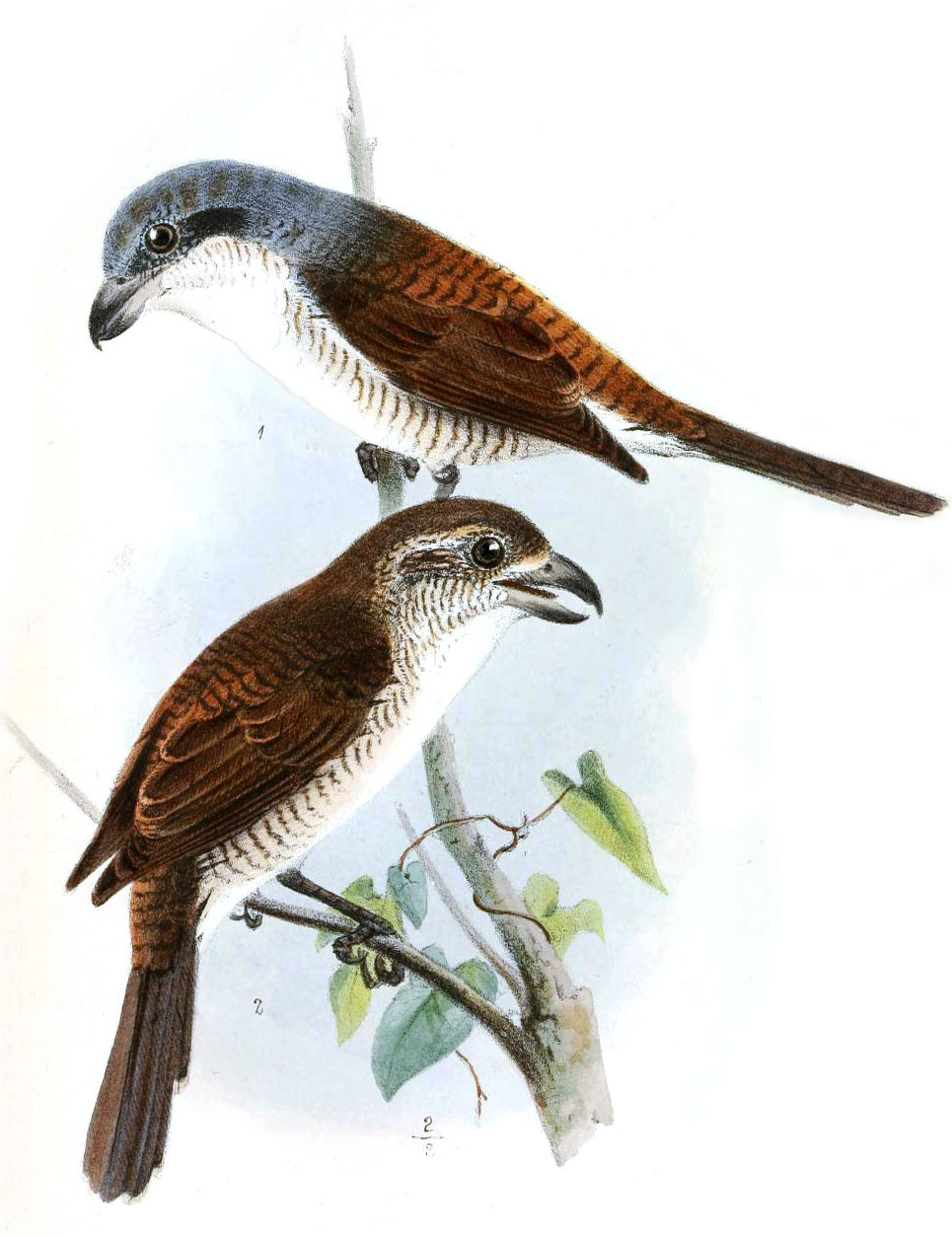
Illustrazione di coppia (maschio in alto, femmina in basso.

Si tratta di uccelli dall'aspetto robusto e massiccio, caratterizzati da una grossa testa ovale e allungata con becco forte e uncinato piuttosto lungo, forti zampe piuttosto corte, ali arrotondate e coda lunga e sottile dall'estremità squadrata.
Il piumaggio presenta dimorfismo sessuale: i maschi presentano calotta (fronte, vertice, nuca) e parte posteriore del collo di color grigio cenere, gola, petto, ventre e sottocoda di colore bianco-panna e dorso, ali e coda di colore bruno-ruggine, con queste ultime dalla tendenza a scurirsi verso la punta. Dalla base del becco alle guance è presente una banda nera che forma una mascherina facciale. Le penne dei fianchi e dei lati del petto che presentano orlo di colore bruno-nerastro a dare all'area una caratteristica tigratura (riscontrabile anche nell'area dorsale anche se meno evidente) che frutta alla specie sia il nome comune che il nome scientifico.

Nelle femmine la colorazione complessiva è meno accesa: la calotta cefalica è meno estesa (nei maschi il grigio lambisce il dorso, mentre nella femmina essa raramente si estende oltre la nuca) e sfumata di bruno, la mascherina nera è più sottile (specialmente nell'area fra becco e occhi) e orlata superiormente da un sopracciglio biancastro, il dorso è bruno-nocciola senza sfumature rossicce ed il bianco ventrale tende al beige-sabbia, con tigratura sui fianchi più estesa ed evidente e presente anche ai lati del collo.
Il becco si presenta di colore grigio-bluastro con orlo e punta di colore nerastro, mentre le zampe sono di colore grigio-nerastro e gli occhi sono di colore bruno scuro.

## Biologia
L'averla tigrata è un uccello dalle abitudini di vita diurne, che vive da solo o in coppie e delimita un proprio territorio che viene difeso gelosamente dagli intrusi. Rispetto alle altre averle, questi uccelli sono più timidi e circospetti, risultando pertanto difficili da avvistare: cionondimeno, essi sono ugualmente soliti passare gran parte del tempo appollaiati in posizione impettita su un posatoio in evidenza, dal quale possono godere di ampia visuale sull'area circostante.

### Alimentazione
Si tratta di uccelli prevalentemente insettivori, la cui dieta si compone quasi esclusivamente di grossi insetti (coleotteri e ortotteri) ed altri invertebrati: più raramente, essi si cibano anche di piccoli vertebrati, come pulli, topolini e piccoli rettili.

Le prede vengono reperite principalmente al suolo: l'animale si apposta su un posatoio fra gli alberi, planando poi sulla preda dall'alto e ghermendola col forte becco. Similmente alle altre averle, anche l'averla tigrina può servirsi di spine o oggetti appuntiti per impalare il surplus di cibo e servirsene in un secondo momento.

### Riproduzione

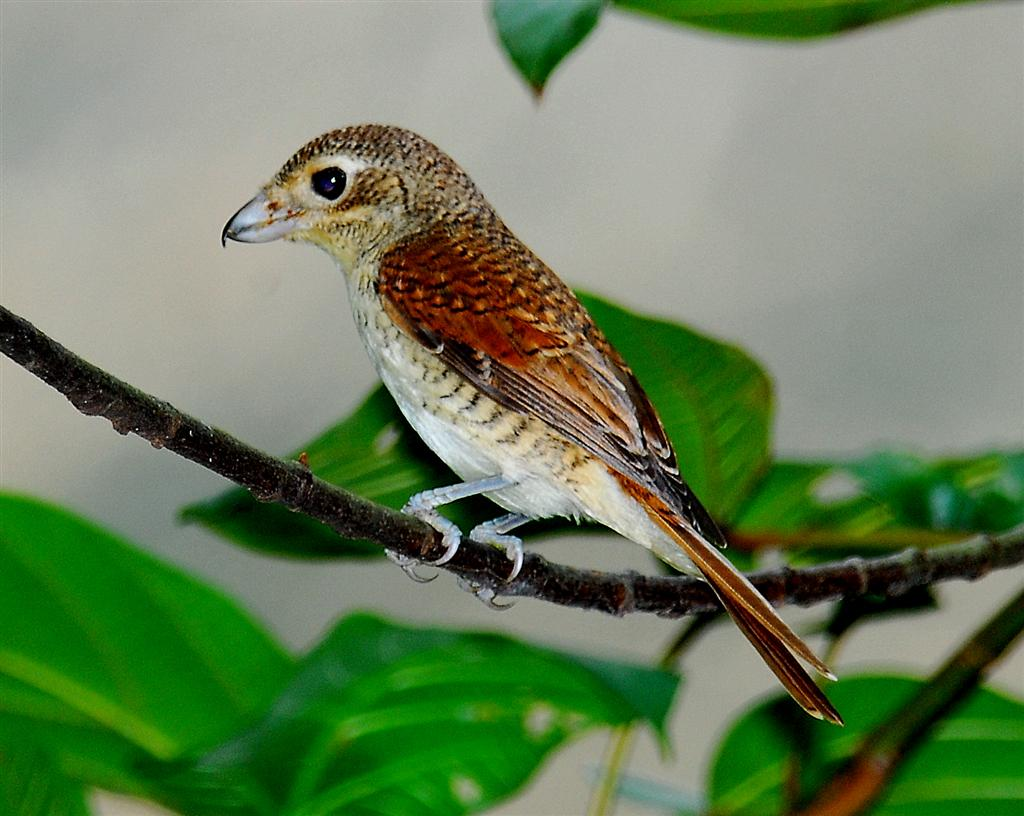
Giovane a Singapore.

Si tratta di uccelli rigorosamente monogami, la cui stagione riproduttiva va da maggio alla fine di luglio: le coppie si formano durante la migrazione verso nord o immediatamente dopo l'arrivo nei territori riproduttivi, e tendono a durare nel tempo, portando in genere avanti una singola covata l'anno.

Il maschio corteggia la femmina posandosi accanto a lei ed emettendo una versione più melodiosa del richiamo comune mentre muove il corpo in su e in giù e la testa a destra e sinistra: talvolta, i due sessi possono effettuare corti voli di parata mentre emettono i richiami.
Il nido è a forma di coppa, e viene costruito da ambedue i partner intrecciando rametti e fibre vegetali e foderando l'interno con fili d'erba: esso viene generalmente ubicato fra i rami di un albero, o più raramente in un cespuglio, generalmente a 1,5-5 m dal suolo.

All'interno del nido, la femmina depone 3-6 uova di colore biancastro, rosato o azzurrino, sempre con screziature bruno-nerastre: esse vengono covate dalla sola femmina (imbeccata nel frattempo dal maschio) per 14-16 giorni, al termine dei quali schiudono pulli ciechi ed implumi. Essi vengono imbeccati da ambedue i sessi e divengono in grado d'involarsi attorno alle due settimane dalla schiusa, rimanendo nei pressi del nido ancora per un altro paio di settimane prima di allontanarsene.

## Distribuzione e habitat

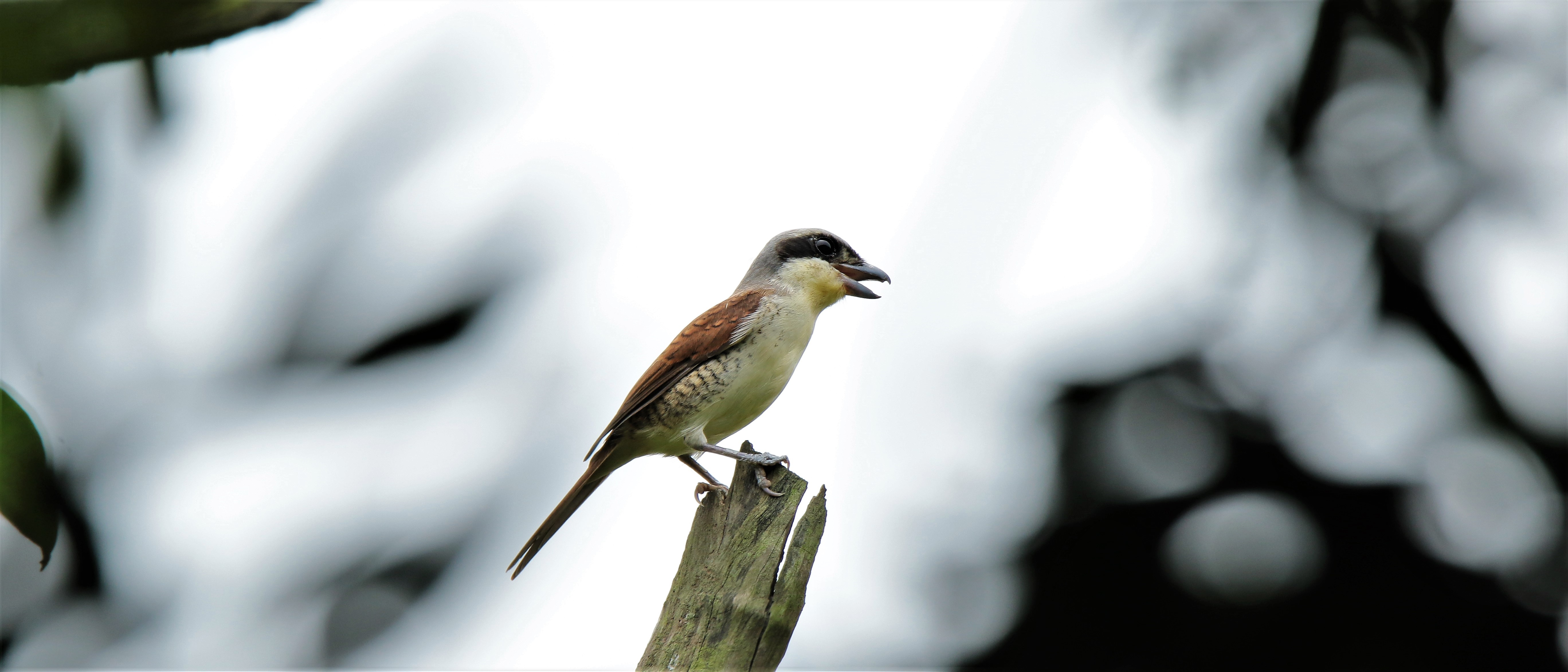
Maschio canta in Vietnam.

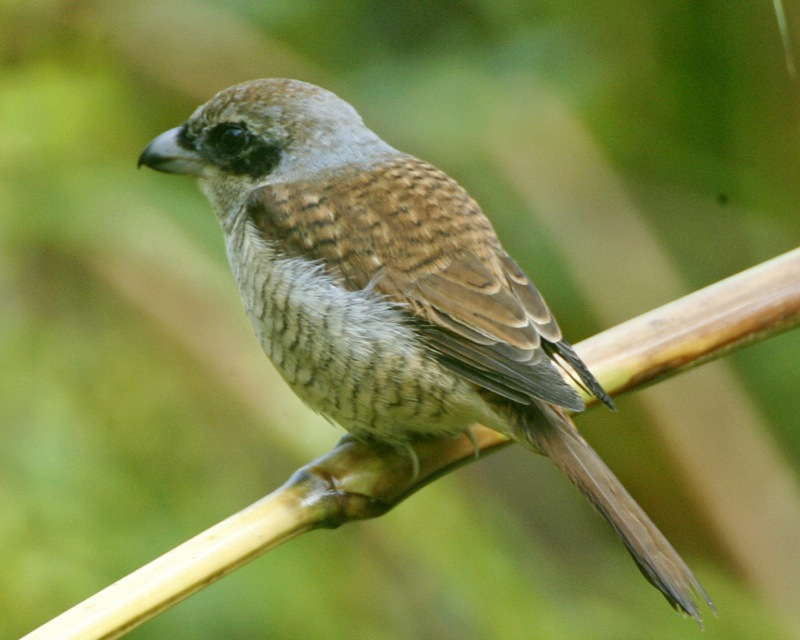
Femmina nel Johor.

L'averla tigrata è un uccello migratore: questi uccelli nidificano in Estremo Oriente, in un'area che comprende il Giappone (Honshū, Kyūshū e Sado), la Corea (pur essendo assenti dalla fascia costiera meridionale della penisola), la Manciuria sud-orientale (sud del territorio del Litorale e nordest della Cina) e la Cina ad est di Shaanxi, Sichuan e Guizhou, mentre all'infuori della stagione riproduttiva essi si spingono a sud nel Sud-est asiatico dalle sponde orientali dell'Irrawaddy al Fujian e a sud fino alla penisola malese (pur essendo assenti dall'isola di Hainan e da gran parte dell'Indocina ad eccezione del nord del Laos e del Tonchino), e a sud nelle grandi Isole della Sonda fino a Bali e al sud di Sulawesi. Singoli esemplari in dispersione sono stati osservati a Hong Kong, alle Filippine ed all'Isola di Natale, mentre l'esemplare osservato a Fremantle nel 2008 giunse verosimilmente nell'area a bordo di una nave. Parte della popolazione giapponese rimane invece stanziale.
L'habitat di questi uccelli è rappresentato dai margini delle aree boschive decidue o miste di pianura o bassa collina durante il periodo riproduttivo, mentre durante il resto dell'anno essi popolano le radure nella foresta tropicale ed i mangrovieti: sia d'estate che d'inverno, le averle tigrate colonizzano senza problemi le aree antropizzate, stabilendosi nei giardini e i parchi e nelle aree coltivate sul limitare di boschi e foreste.